# Bioglio
Bioglio är en ort och kommun i provinsen Biella i regionen Piemonte, Italien. Kommunen hade 886 invånare (2018).